# Region Ingolstadt
Region Ingolstadt (niem. Planungsregion Ingolstadt) – region planowania w Niemczech, w kraju związkowym Bawaria, w rejencji Górna Bawaria. Siedzibą regionu jest miasto na prawach powiatu Ingolstadt.
Region leży w centralnej części Bawarii. Na wschodzie graniczy z regionami planowania Ratyzbona oraz Landshut, na południu z regionem planowania Monachium, na zachodzie z regionami planowania Westmittelfranken oraz Augsburg, a na północy z regionem planowania Industrieregion Mittelfranken.

## Podział administracyjny
W skład regionu Ingolstadt wchodzi:
- jedno miasto na prawach powiatu: (kreisfreie Stadt)
- trzy powiaty ziemskie (Landkreis)

Miasta na prawach powiatu:
| Lp. | Nazwa miasta | Ludność (31.12.2010) | Powierzchnia km² |
| --- | ------------ | -------------------- | ---------------- |
| 1   | Ingolstadt   | 125.088              | 133,35           |

Powiaty ziemskie:
| Lp. | Nazwa powiatu           | Ludność (31.12.2010) | Powierzchnia km² | Liczba gmin |
| --- | ----------------------- | -------------------- | ---------------- | ----------- |
| 1   | Eichstätt               | 125.015              | 1.214,41         | 30          |
| 2   | Neuburg-Schrobenhausen  | 91.397               | 739,75           | 18          |
| 3   | Pfaffenhofen an der Ilm | 117.371              | 760,36           | 19          |